# Esetçe
Esetçe è un comune della Turchia sito nel distretto di İpsala, nella provincia di Edirne.